# Didier Artzet
Didier Artzet (ur. 10 lutego 1963 roku w Nicei) – francuski kierowca wyścigowy.

## Kariera
Artzet rozpoczął karierę w wyścigach samochodowych w 1985 roku od startów we Francuskiej Formule 3. Z dorobkiem sześciu punktów uplasował się tam na dziewiętnastej pozycji w klasyfikacji generalnej. W późniejszych latach pojawiał się także w stawce Grand Prix Monako Formuły 3, World Touring Car Championship, Grand Prix Makau, Formuły 3000 oraz 24-godzinnego wyścigu Le Mans.
W Formule 3000 Francuz startował w latach 1988-1990. W pierwszych dwóch sezonach startów w żadnym z czterech wyścigów, w których wystartował nie zdołał zdobyć punktów. W sezonie 1990 stanął raz na podium. Uzbierane cztery punkty dały mu piętnaste miejsce w końcowej klasyfikacji kierowców.